# Lies and Truth
「Lies and Truth」（ライズ アンド トゥルース）は、日本のロックバンド、L'Arc〜en〜Cielの6作目のシングル。1996年11月21日発売。発売元はKi/oon Sony Records。

## 概要
前作「flower」以来約1ヶ月ぶりとなる1996年第3弾シングル。1996年12月に発売された4thアルバム『True』の先行シングルとなっている。また、1997年11月4日にドラマーのsakuraがL'Arc〜en〜Cielを脱退したため、結果的にsakuraが在籍していたころのL'Arc〜en〜Cielが発表した最後のシングルとなった。
本作の表題曲「Lies and Truth」は、1996年2月に行った各メンバーがデモを披露する曲出し会において、kenが提出していたデモを基に制作された。この曲出し会では「風にきえないで」や「the Fourth Avenue Café」も提出されており、夏に発表するシングルとして「風にきえないで」が、アルバム発売の直前に発表するシングル表題曲として「Lies and Truth」が採用されている。なお、この曲は軽快なカッティングとメロディアスなサビが印象的な、哀愁が漂う憂いのある楽曲となっている。さらにこの曲では、16ビートのリズムが採り入れられている他、ストリングスやブラス、オルガンのサウンドが大々的にフィーチャーされており、L'Arc〜en〜Cielの新たな一面を覗かせるアレンジで仕上げられている。（詳細は楽曲解説の項目を参照）
なお、本作の表題曲を含め、1996年にアルバム『True』に先駆けて発表したシングル3作品は、いずれもセールスチャートに入るポップスを意識したうえで制作が行われている。hydeは、2004年に受けた『True』に関するインタビューにおいて「僕らにやりたいことが山ほどあったから、そこでポップな曲での攻撃を覚え始めた」と述べている。また、kenは同インタビューにおいて「（L'Arc〜en〜Cielが）売れねえって声が聞こえた時、自分が一番曲を書いていたんです。で、"曲が悪いんだろう"、"俺が悪いんだろう"、"そりゃ売れねえの作ってるよ、俺は"と思ってたわけです。そこから始まったのかもしれない」「売れないねっていう声がちらほら聞こえるわけですよね。その時は今よりもっと比率として自分の曲が多かったんですね。で、まあ曲悪いんだって思うわけですよ、自分の。悪いんだっていうより、自分が聴いてきた音楽は全然100万枚ヒットのものじゃないし、チャートを聴いてたわけでもなかったから、"そりゃ売れねえの作ってるよ、俺は"って思ったんですね。アレンジにしても。じゃあ売るの作りましょうかっていうんで『True』を作った気分」と語っており、当時セールスを意識するに至った背景について述懐している。なお、後年kenは音楽雑誌のインタビューで、表題曲の制作経緯を振り返り「メロディ指向のものがチャート上位に入っていたから」と述べており、セールスを意識しこの曲を制作していたことを示唆している。
また、カップリング曲には、新曲として「賽は投げられた」が収められている。この曲も表題曲と同様に、kenがメロディアスなサビをのせたロックナンバーに仕上げているが、hydeが社会に対してシニカルな目線で綴った歌詞がのせられている。

## リリース

### リリースの経緯
これまでのL'Arc〜en〜Cielは、アルバム発売前にシングルを多くリリースすることはなかったが、アルバム『True』の発表に向け、約半年の間に本作を含めて3作のシングルが発表されている。kenは本作当時に受けたインタビューの中で、アルバム発表前に多くのシングルを発表したことに関して「街にL'Arc〜en〜Cielの音楽を氾濫させようという面では、シングルをいっぱい出してもいいと思ったし、ま、結果的にアルバムを聴いてもらえるならなおさらいいかな、と。ただし、いい曲がいっぱいあるからシングルにしようという感覚であって、狙ってシングルを…って考えで曲出しはしてないです」と語っている。

### リリース形態
本作は、通常盤（CD）の1形態でリリースされている。ちなみにフィジカルは、当時8cmシングルとして発表されていたが、2006年のシングル14作品再発企画において12cmシングルで再発売されている。

## ミュージックビデオ
表題曲「Lies and Truth」のミュージック・ビデオは、竹内スグルがディレクターを務めた作品となっている。映像は埼玉県入間市にある旧石川組製糸西洋館という古い洋館で撮影された。
このミュージック・ビデオは、2003年3月19日に発表したベストアルバム『The Best of L'Arc〜en〜Ciel 1998-2000』の初回限定盤特典DVDに初収録されている。また、2007年2月14日に発表したクリップ集『CHRONICLE 0 -ZERO-』にもこの映像が収録されている。そして、2019年12月11日には公式YouTubeアーティストチャンネルにおいて、YouTube Music Premium限定で映像の有料公開が開始されている。前述のYouTubeチャンネルでの有料公開開始から約2年4ヶ月後となる2022年4月8日からは、同サイトで映像の無料公開が開始されている。

## 収録曲
| 全作曲: ken。 |                                       |           |            |                                  |      |
| #             | タイトル                              | 作詞      | 作曲・編曲 | 編曲                             | 時間 |
| 1.            | 「Lies and Truth」                    | hyde      | ken        | L'Arc〜en〜Ciel, Akira Nishihira | 5:27 |
| 2.            | 「賽は投げられた」                    | hyde      | ken        | L'Arc〜en〜Ciel, Takeyuki Hatano | 4:10 |
| 3.            | 「Lies and Truth (hydeless version)」 |           | ken        | L'Arc〜en〜Ciel, Akira Nishihira | 5:25 |
| 合計時間:     | 合計時間:                             | 合計時間: | 合計時間:  | 15:02                            |      |

## 楽曲解説
1. Lies and Truth
  - 作詞: hyde / 作曲: ken / 編曲: L'Arc〜en〜Ciel & Akira Nishihira

軽快なカッティングとメロディアスなサビが印象的な、哀愁が漂う憂いのある楽曲。メンバーが「案外サビが長く続くやつ」とこの曲を表現するほどに印象的なサビがついており、ポップでメロディアスなナンバーに仕上げられている。メロディアスなサビを付けた背景について、作曲を担当したkenは、2004年に受けたインタビューで「メロディ指向のものが（チャート）上位に入っていたから[6]」と述べており、セールスを意識しこの曲を制作していたことを示唆している。
この曲では、1970年代後半のフィラデルフィア・ソウルのようなストリングスが大々的にフィーチャーされており[3]、L'Arc〜en〜Cielのシングル表題曲としては初めて生の弦楽器が採り入れられている。弦楽器を採り入れた理由ついて、kenは「最初からそれ（ストリングス）を入れたいって希望を出してて、ストリングス・アレンジのスコアを書いてもらえる人にお願いしたんです。自分でブラスのフレーズとかを打ち込んでデモを作って渡した。メロディができてギターを持たずに作業してたから、途中のブラスのフレーズが浮かんできて、その隙間を埋めるのにギターよりストリングスの音が聞こえて欲しくなって。そこでじゃあギターはどこだっていったら、リズムにまた別のヴォイシングで絡んでいったらカッコいいなと。ともかく生のストリングスは初めてでした[3]」と語っている。また、この曲が収録されたアルバム『True』では多くの楽曲でストリングスが採り入れられているが、その背景に関し、kenは「『True』ってアルバムのために曲を作り始めてから、徐々に自分の中の曲作りの感じが変わってって。前はギターが楽しけりゃいいや、みたいなところがあったんだけど、今回はまずメロディがきて、それに枝葉をつけるようにいろいろつけてったって感じだった[8]」「ギター的なことでいったら、曲を塗るよりも押し進めていくプレイをした。塗るのはキーボードやストリングスに任せた。そういう他の楽器と絡んで鳴っているのがやってみたかったんです[8]」と語っている。なお、この曲のプロデュースおよびアレンジ作業には、「Vivid Colors」の共同編曲を担当した西平彰が参加している。
また、この曲ではカッティングを多用した印象的なギタープレイをみることができる。この曲で弾いたカッティングについて、kenは「16分音符のカッティングが上手くハマった曲[7]」「（この曲のカッティングは）結構考えた。そのまま弾いても、味が出ないんです。それで"何でだろう？"っていろいろとやってみたら、ポジション移動の時にスライドをどう入れるかで雰囲気が変わることに気がついたんです。カッティングってバキバキ弾くだけのものだと思っていたんだけど、そういうスライドとかハンマリングとかが大切なんだっていうことを考えつつオレを封じ込めた[9]」と語っている。
さらにsakuraは、この曲のレコーディングで、バスドラムとしてエレクトリック・ドラムを使用している[3][10]。エレドラを導入した経緯について、sakuraは「バスドラはエレドラ（ペダルのアタックを電気信号に換えて外部の音源を鳴らせるドラム）でやって、上物（スネア、タムやシンバル類）は生ドラム。上から被せてくる（ストリングス等）のは少し見えてたから、分離のいい方がいいのかなってエンジニアの人と相談しつつ[3]」「安定した定位と鳴り、他のタイコの鳴りを妨げるのを防ぐために使ってみた[10]」と語っている。なお、sakuraは、このドラムサウンドのイメージについて「アフロじゃなくなったソウル（笑）。'80年代、"ソウル・トレイン"が、放送終了したぐらいのころのソウルかなっと、音的には[3]」と述べている。
作詞を担当したhydeは、作詞作業について「曲を聴いたら、怪しい感じにしたいなと思うようになって。ミステリアスな感じにしたかった。夜の雰囲気で書きたいっていうのは最初からあって、それを出すためにどういう服が似合うかなあっていろいろ着せていく作業でしたね[11]」と語っている。また、歌詞のイメージについてhydeは「儚くてせつない空気が聴く人に伝わればと思ってる[7]」と本作発売当時のインタビューでコメントしている。ちなみにこの曲の歌詞は、hyde曰く、自分自身を主人公として投影したものではないといい[12]、hydeは「僕本人の想いじゃなくて、まわりにいる人の想いだったりする[12]」「この曲の＜君が見えなくて＞っていうのは、"君からはたぶん、僕が見えてないんだろうな"と思って、曲の中の人の気持ちになって書いてる[12]」と語っている。
4thアルバム『True』にはアルバムバージョンとなる「"True" Mix」としてこの曲を収録している。アルバムに収録されたバージョンでは、フェイドアウトで終わるシングルバージョンと異なり、エンディングにメロディが追加されており、ベース、ドラムの音を追加したカットアウトで終了する。このアルバムミックスについてkenは「ミックスが違うというよりも、エンディングが違う。この曲を作って、レコーディングするときにエンディングのアイデアがすでに2パターンあったから、2バージョン録ったのね。そしたらどっちも捨てがたくて、イントロにフレットレスベースも入れたりしてるから、じゃあ2パターンにして両方CDに残してしまおうと。それでアルバムに入れた[13]」と述べている。ちなみに、本作に収録されたシングルバージョンは2001年に発表したベストアルバム『Clicked Singles Best 13』に初収録されている。
2. 賽は投げられた
  - 作詞: hyde / 作曲: ken / 編曲: L'Arc〜en〜Ciel & Takeyuki Hatano

社会に対する皮肉めいた歌詞が印象的な、ドライヴ感溢れるポップ・ナンバー[14]。本作の表題曲の「Lies and Truth」と同様に、この曲にはポップなメロディがのせられている。この曲の制作イメージについて、作曲を担当したkenは「（アルバム『True』に向けて）自分の作った曲にはいろいろ狙いはあったんですけど、この曲は勢い方面でのラルクの良さが見せられればいいかなと思って[3]」と本作発売当時に述べている。なお、この曲のプロデュースおよびアレンジ作業には、L'Arc〜en〜Cielのライヴでサポートキーボーディストを務める秦野猛行が参加している。
また、sakura曰く、この曲のドラム・フレーズを考えるにあたり苦労が多かったという[3]。この曲の制作を振り返り、sakuraは「何していいかわからなかった。曲自体は好きなんだけど、曲がドラムに対して何を求めてるかがわからなかった。kenに相談してなんとか形にして。ギターのフレーズとかも嫌いじゃなくて、これだけ構築されるように聞こえるフレーズだから、当たり障りのないドラムで聴き流してもらうということもできるけど、さらに立体的にできるんじゃないかっていう風にも思えたから、そこのところで煮詰まっちゃった。（中略）後者の中でkenが思ってたドラムのフレーズとすり合わせて、自分の叩いたものを出したかったから、なかなか出てこなかった[3]」と述べている。さらにhydeは、この曲のボーカルワークを振り返り「ギリギリの所で歌いたいってのがあって、これ以上いったら声が割れるっていうくらいそれくらいのレベルで入れたらカッコいいだろうなって[3]」と述懐している。ちなみにこの曲のベースは、全編ダウン・ピッキングで弾きたおされている[3]。
歌詞は、世界情勢や環境破壊[15]、そしてそれらに対する世の中の振る舞いがテーマになっており、＜何もかもどうかしているよ それとも僕がおかしい？ みんな幸せそうに愛を語る＞や、＜世界中検討ちがいの 情報をばらまいてるよ あぁ君さえも解ってくれないんだね＞、＜Sky is Dead. Sea is Dead. Earth is Dead. 美しいあなたへ 僕はもう何もしてあげられないんだよ 賽は投げられた＞といったシニカルなフレーズが綴られている。また、歌詞は＜何故 誰も気付かない 何故 誰も気付かない＞というフレーズで締められ、結局何も解決しないまま曲が終わる[3]。作詞を手掛けたhydeは本作発売当時のインタビューで、この歌詞について「現在進行形（の話）[3]」と述べている。余談だが、この曲を発表した頃に受けた音楽雑誌の取材で「地球や世界に対する不安感・危機感があるか？」と聞かれ、hydeは「普段は何も考えない。地球なんてなんとでもなるんだろうなと、実は思ってるし。核戦争なんか起きても地球が滅びるまではいかないだろうなとか、ハルマゲドンは来ないだろうなとか思ってるから。でもね、人類って馬鹿だなって思うんですよ[15]」と答えている。
なお、歌詞にある＜Mew is Dead＞というフレーズは、当初hydeが＜Cat is Dead＞と綴っていたが、紆余曲折あり、制作途中で現在のかたちに変更されたという。
ちなみにkenは、hydeがポップなメロディに対して綴った皮肉交じりの歌詞に驚いたようで[3]、本作発売当時のインタビューで「最初hydeにどういうイメージで曲を作ったかを聞かれて、本当に気軽な女性ヴォーカルのイメージを伝えたんですけど、まぁそこはいつものように左から右へと通り抜けて（笑）。（中略）できてきた詞を見て俺もギョッとして（笑）。でシンセの音とかもある意味でお気楽な音を入れていて、合うかなどうかなって思ったけど、逆に面白くなってきた[3]」と述懐している。
なお、この曲のタイトルは、古代ローマの政務官であるガイウス・ユリウス・カエサルが残した言葉として知られる『賽は投げられた（The die is cast）』から取られている。余談だが、この曲をライヴで披露する際に、曲名にひっかけたダジャレとして、hydeが動物のサイ（犀）のぬいぐるみを客席に投げ入れるパフォーマンスを行うことがある。
ちなみに、この曲は1997年に開催したコンサートツアー「CONCERT TOUR '96〜'97 Carnival of True」の一部公演で披露されていたが、このツアーの後は現在までライヴで披露されていない。

## タイアップ
Lies and Truth
- テレビ東京系番組『TOWER COUNTDOWN』テーマソング

## 参加ミュージシャン
- hyde：Vocal
- ken：Guitars
- tetsu：Bass
- sakura：Drums
- Lies and Truth
  - 飛鳥ストリングス：Strings
  - 西平彰：Strings Arrangement, Other Instruments
- 賽は投げられた
  - 秦野猛行：Keyboards

## カバー
（※）音源がフィジカルに収録されているものに限り記載する。
- 高杉さと美 （2013年、カバーアルバム『Satomi』に収録）

## 収録アルバム
オリジナルアルバム
- 『True』 (#1,アルバムバージョン)

ベストアルバム
- 『Clicked Singles Best 13』 (#1)
- 『The Best of L'Arc〜en〜Ciel 1994-1998』 (#1)
- 『The Best of L'Arc〜en〜Ciel c/w』 (#2)
- 『TWENITY 1991-1996』 (#1,アルバムバージョン、#2)